# Dacampia rufescentis
Dacampia rufescentis är en lavart som först beskrevs av Léon Vouaux, och fick sitt nu gällande namn av David Leslie Hawksworth. Dacampia rufescentis ingår i släktet Dacampia, och familjen Dacampiaceae. Arten är reproducerande i Sverige.